# Cylicocarpus mougeotii
Cylicocarpus mougeotii là một loài rêu trong họ Orthotrichaceae. Loài này được (Bruch & Schimp.) Lindb. mô tả khoa học đầu tiên năm 1863.